# 僕たちがやりました
『僕たちがやりました』（ぼくたちがやりました）は、原作：金城宗幸、漫画：荒木光による日本の漫画、およびそれを原作としたテレビドラマ。『週刊ヤングマガジン』（講談社）にて、2015年19号から2017年8号まで連載された。通称「僕やり」。仕返しといたずらで人の命を奪ってしまったことにより、普通の人生ではなくなってしまった高校生たちの青春逃亡劇と生々しい人間のあらゆる本性、本質などの心理を描く。
2017年7月18日からフジテレビ系にて窪田正孝の主演でテレビドラマ化された。

## あらすじ
凡下高校生徒の2年生・増渕トビオは、同級生の丸山友貴（マル）と伊佐美翔、OBで金持ちの小坂秀郎（パイセン）と共に、そこそこ楽しい日常を送っていた。
凡下高校の隣には不良校で有名な矢波高校があり、彼らに目を付けられてしまったマルはボコボコにされてしまう。仕返しすることにしたトビオグループは夜間の矢波高校に忍び込み、パイセンの財力で作ったプラスチック爆弾を校舎の各場所に設置した。翌朝、遠隔操作で爆弾を起動させ、矢波高をパニックに陥れていくがプロパンガスの近くに設置した爆弾の爆発がプロパンガスに誘爆し、死傷者も出る大惨事に発展する。
パイセンはトビオたちに口止め料を払い、伊佐美はグループを抜け、トビオとマルはパイセンと共に国外脱出を図るが、パイセンが捕まったために国外への脱出は断念。マルはトビオの口止め料の大半を奪い、贅沢をしてから捕まることにし、残されたトビオは、あてのない逃亡生活を送り、脱退した伊佐美は恋人の新里今宵の許で捕まるまでの時間を過ごすようになる。
矢波高の不良リーダー・市橋哲人は犯人がトビオグループだと察し、トビオの幼なじみの蒼川蓮子の協力を得て、トビオグループの行方を追うが怪我が原因で舎弟たちから見捨てられていく。そんな時、パイセンそっくりの男性・真良中幹男が自首したことでトビオグループは無罪となった。
釈放されたパイセンから「父親が代役を用意して、自分たちを助けてくれた」ことを知らされたトビオたち3人は身代わりによる無罪を無理にでも納得しようとするが刑事の飯室成男から呪詛の言葉を送られたことや改心しながらも自殺した市橋、パイセンの父・輪島宗十郎の真意を初めとした様々な苦しみから大々的な自首を決意。
渋谷で自首を決行しようとするが、宗十郎の怒りを買ってしまい、パイセンの異母兄弟の輪島玲夢に拉致されてしまう。マルと伊佐美は逃げ出し、パイセンは玲夢を殺害したために警察に逮捕されるも自首騒動は輪島の力でもみ消され、残されたトビオは被害者として扱われ、彼らの自首は失敗に終わった。
それから、10年後。トビオたちはパイセンの出所祝いで久々に集まるが10年前のような仲良しグループではないことを痛感する。それでもトビオは10年前の事件のトラウマで苦しんでいたのをパイセンのおかげで開き直ることができたので感謝するが、矢波高爆破事件で矢波高生たちが火だるまになっていく光景に動揺しながらも笑っていたことも思い出すのだった。

## 登場人物
増淵トビオ（ますぶち トビオ）
本作品の主人公。凡下高校の2年生。あだ名は「トビオ」。
小学生のころ、熱くなってもいいことが1つもなかったため、そこそこの人生が理想だと思っている。
学校の決まりにより、部活に属してはいるが、名前だけのフットサル部で部員のマルや伊佐美、OBのパイセンと遊んでいる。
爆破事件により、10人もの矢波高生を殺したという罪の意識に苛まれながらも逃亡の道を選ぶ。最初はパイセンと共に海外に脱出しようとしたが、直前にパイセンが逮捕されたことで失敗。その上、パイセンに口止め料でもらった300万のうち、298万をマルに奪われ、あてのない逃亡生活を送る。
真良中の自首で表向きは無罪になるが、飯室からの呪詛の言葉で苦しみ、無意識のうちに学校の屋上から飛び降りる。入院した病院で開き直って、人生をやり直すことにし、病院で再会した市橋に嘘を突き通したまま友人となり、蓮子とも結ばれるが、市橋の自殺により自首を決意。爆破仲間たちと共にフリーセックス集会を乗っ取り、爆破事件の真犯人であることをメディアを通じて「僕たちがやりました!!!」と告白するが、玲夢一行に拉致されてしまう。制限時間付きの解放を告げられるが、マルや伊佐美と違い、「死を決意してきた」ことから逃げ出さず、車内で事故を起こして切り抜けようとするが、パイセンが玲夢を殺害して逮捕され、自身は輪島の工作により、パイセンに利用された被害者として解放されることになる。
10年後の世界では、芸能事務所ビフプロダクションのマネージャーになっているが、蓮子とは別れており、夏っちゃんと交際中。10年前の事件の罪の意識に苦しんでいるが、パイセンのアドバイスにより、「そこそこを生きて、耐えられなくなったら、死ねばいいだけ」と考えるようになる。
最終回では、夏っちゃんとの間に生まれた子供の名前を考えている最中、10年前の爆破事件の現場を見て、本当は笑っていたことを思い出した。
蒼川蓮子（あおかわ れんこ）
本作品のヒロイン。トビオの幼馴染で美少女。女子高に通っており、市橋と仲が良い。
自分の部屋でトビオとセックスし、彼と付き合うが、市橋のことから楽になりたいと思ったトビオにより別れを告げられる。後にトビオの真意を確かめた時に、「爆破事件がきっかけで好きになった蓮子と一緒にいると事件を思い出すから無理だ」と言われる。
10年後の世界では、別の男性と結婚し、子を身籠る。病院でトビオと再会した際には、罪を背負いながら生きている彼を褒めた。
市橋哲人（いちはし てつと）
矢波高校のトップに君臨する、筋金入りの高2ヤンキーで喫煙者。両親はおらず、祖母と2人暮らし。不良である一方、飛行機のパイロットになるため、予備校に通っている。
自由気ままにイライラするという理由で矢波高の仲間と舎弟たちと共に他校の生徒たちを暴力行為で度々、いたぶっていた。マルの「死ね」発言を聞いたために水前寺と決闘させ、勝利したマルを仲間に半殺しにさせるなど非道の限りを尽くした。結果的にこれがトビオの怒りに火をつけ、矢波高に対する復讐としてのいたずらを決意、矢波高爆破事件につながってしまう。
爆破事件で車椅子生活になってしまい、犯人がトビオたちだと確信し、彼らを追い回すが、舎弟たちに掌を返されるようになり、トップの座を奪われる。
真良中の自首により、トビオたちが犯人でなかったと思い込んだことや蓮子との交流により改心していき、自殺未遂をしたトビオと病院で仲良くなる。蓮子がトビオの彼女になったことを知った際には恨み言ではなく、激励を送るが、それは身体の不自由に加えて祖母も亡くなったことからの諦めも大きく、「蓮子のこと幸せにしろよ」と動画で伝え、トビオたちが真犯人であること、輪島の弁護士と警察上層部が事件を揉み消したことを知らぬまま、病院から飛び降りて自殺した。
10年後の世界では、産まれた子供に会いに行く途中のトビオの前に彼の幻影が現れ、トビオに自殺用のナイフを渡した。
伊佐美翔（いさみ しょう）
トビオの同級生。あだ名は「伊佐美」。お調子者だが、冷静なところもある。今宵と交際。
爆破事件の罪悪感に苛まれ、自殺未遂を起こした後、生きていることを実感するために今宵とのセックスに依存するようになる。
真良中の自首で表向きは無罪になった後、飯室の呪詛が原因で勃起しなくなった一物のために、爆破事件の被害者宅に線香を上げに行く「お遍路さん」を行い、勃起を復活させる。意気揚々と今宵の許へ戻って、彼女を抱くが、妊娠が分かった今宵に、殺人犯の父を持たせたくないと言われ追い出される。「罪を償って、父親になる」決意の下、自首イベントに参加し、クラウディア・トルネイドを辰田聖基に発揮するが、玲夢の脅迫を受けてマルの次に逃げ出した後、今宵と落ち合い、別れと決意をすべて反故にして公衆トイレでセックスをした。
10年後の世界では、今宵と結婚しており、明日男（トゥモロオ）と翌朝（ネモ、ネクストモーニングの意）という2児の父にもなっている。今宵の父の斡旋する建築会社で働いている。パイセンの出所祝いに参加するが、本音はパイセンに許してもらうためであり、マルに対しても自首イベントの資金を持ち逃げしたことを根に持っていることや自首イベント失敗から自分たちの関係は終わったことも明かした。また、逃げ出した自分とマルとは違うと言ったトビオに対しては「自分と同じで楽になりたかったから蓮子と別れて、全部なかったことにしたんだろ?」と核心を突いた。
丸山友貴（まるやま ゆうき）
トビオの同級生。あだ名は「マル」。内向的だが冷酷で腹黒い性格。特技は書道。家族は母親が登場。
矢波高の生徒に「死ね」と言ったことから、報復で拉致され、別高校の水前寺と殴り合いをさせられる。勝利したが、市橋たちには許されず、リンチされた。これにより、トビオたちは矢波高への報復を行い、爆破事件に発展する。
パイセンからもらった口止めの金をトビオの分も奪って逃亡。京都の風俗に入り浸り、童貞を捨て、今度は伊佐美から口止め料を奪おうとするが、女性外国人のスリに遭って失敗。
真良中の自首で表向きは無罪になった後、一切罪悪感を抱かず、以前にも増して、パイセンの金に縋るようになり、京都での風俗生活を再開し、高級腕時計をクラスメイトに見せびらかしていたが、水前寺からの報復を受ける。水前寺に復讐するも失敗し、和解も失敗。これにより、「トビオたちと本当の友達になる」という決意の下、自首イベントに参加するが、玲夢に脅迫されると一目散に逃げだし、イベントのための資金の一部を奪う。
10年後の世界では、奪った資金を元手に登録商標・「ミトコンドリア水」でネズミ講を働き、年収3000万の男となっている。
小坂秀郎（こさか ひでろう）
凡下高校フットサル部のOB。20歳。あだ名は「パイセン」。関西弁で喋る陽気な男で金持ち。
母親を幼いころに亡くし、会ったこともない父親から送られてくる金で生活には困らなかったが、愛情を持って育ててくれる人がいなくなったため、金でしか、コミュニケーションがとれなくなっていることを内心では悩んでいる。
在学時、クラスの全員に嫌われており、文化祭への参加も認められず、1日中トイレに閉じ込められていたという。友人欲しさもあって、進学も就職もせず、毎日のように母校に来ては、部の後輩でもあるトビオたちと遊んでいるが、金で繋がっているだけとはいえ、友人のトビオたちのことを大事に思っている。
矢波高爆破事件では彼がプロパンガス近くに設置した爆弾が原因で大惨事に発展。防犯カメラに映っていたことから、国外脱出を図るも空港で逮捕されてしまう。父・輪島宗十郎の顧問弁護士がホームレスの真良中幹男を犯人にしたことで釈放されたが、弁護士から事件の真相を聞かされてしまい、それを再会したトビオたちにふざけ半分で明かしてしまう。その際に真良中に対して「たぶん死刑やで」と他人事のように言う。さらに飯室刑事から輪島が父であること、輪島が事件を揉み消したのはパイセンを守るためではなく殺人犯の息子を持つ父親にならないためでパイセンのことは愛していないと言われ、輪島の愛情を確かめる会うことを決意する。十数年ぶりの父との再会を果たすが、爆破事件のことを何も知らず、事件の揉み消しには一切関与していないことや自身に愛情があるどころか存在そのものを忘れられていたことを知ってしまい、ふざけ半分でトビオたちに事件の真相を話したしっぺ返しを受ける形で「不細工」が自身の名前の由来であることをそっくりそのまま、ふざけ半分の輪島から明かされてしまう。その後、父に一切愛されていないと分かり、報復も兼ねて盛大な自首イベントを開催。父の命を受けた玲夢たちに拉致され、殺されそうになるが、逆上し、玲夢を返り討ちにして殺害。警察に逮捕され、殺人罪で10年服役することになり、自首イベントも輪島の手で「自分が真犯人だと思い込んだ小坂秀郎が3人の学生を脅迫加担させての暴動」に変えられ、血縁関係も抹消された。
10年後の世界では、刑期を終えて出所し、トビオたちと再会。久しぶりに4人で遊ぶが、マルが帰った後に聞いた伊佐美の本音と伊佐美に核心を突かれて喧嘩しそうになったトビオを見て、かつて自分がふざけ半分に事件の真相を語ったことで、父・輪島に愛されてないことを知り、自首イベントに発展するも失敗に終わり、自分たちの関係が10年前に終わっていることを悲痛に理解した。金も身寄りもなくなったが、お笑い芸人になるという夢を見つけ、宅配便の仕事をしながら、お笑いの養成所に通う。10年前、玲夢の刺殺現場を見ているトビオがその夢を聞いた際には彼から「人殺しが何楽しそうに夢語ってんですか!?」と非難されるが「生きてんねんからしゃあないやろ？」と返答、ときどき死にたくなるというトビオに「死にたくなるのが生きてる証拠」とアドバイスする。
「秀郎」の名は、あまりにも顔が不細工であったための「ひでえ顔の野郎」という意味で父につけられた名。また、10年後のトビオにアドバイスのために言った「人間はみんなずるいし、俺たちは幸せを感じるセンサーがイカレている」というセリフは、伊佐美とマル、今宵にも当てはまる。
新里今宵（にいさと こよい）
伊佐美と付き合っていたが、伊佐美の逃亡後、入り浸りになったトビオが童貞を喪失した相手。巨乳で小動物系のエロかわ女子。
事件が冤罪として処理された後に、妊娠が発覚する。そのことを伊佐美と父親に報告するが、父親からは伊佐美が働いて稼いだお金で中絶するよう言われるが拒絶し、親子の縁を切られる。次に伊佐美に「綺麗な人間じゃないし、犯人の子供にしたくない」と泣きながら別れを告げた。自首イベントに失敗した伊佐美の窮地を知ると状況に流される形で伊佐美とよりを戻し、別れを反故。妊娠しているにもかかわらず伊佐美と公衆トイレで久しぶりのセックスをした。後に正式に伊佐美と結婚、明日男と翌朝を産むが二人にはトビオたちが起こした事件を伊佐美同様、隠している。父と同じで「クラウディア・トルネイド」の使い手。
増淵ハル
トビオの妹。兄のことは「お兄」と呼んでいる。
トビオの母
トビオの母親。優しい性格だが、家族は皆、トビオの犯罪を知らずにいる。
夫もいるが、劇中未登場。
凡下高の教師
眼鏡と禿げ頭が特徴の凡下高校の男性教師。
卒業後も働かず、友達を求めて凡下高にやってくるパイセンを嫌っており、「親からお金を貰い、誰からも相手にされない友達もいないクズ」と冷たく評し、「お前の言う友達は、お前がかわいそうだから相手にしているだけで、そんなのは本当の友達ではない」と返答した他、トビオたちにもパイセンが学校に何度も来るのはトビオたちがバカみたいに受け入れるからだと忠告する。矢波高爆破事件が起こった直後、生徒たちに避難指示をする中、空気の読めない行動をするパイセンにビンタをくらわせた。事件の犯人として、パイセンの似顔絵がテレビで報道されると真っ先に疑うが、パイセンが釈放され、再び学校に来た際は驚愕した。
ケント（けんと）
本名不明。矢波高校の生徒で市橋の友人。ストーリー序盤には市橋の取り巻きとして常に彼の隣にいたが、矢波高爆破事件後に姿を消す。
事件に巻き込まれていたようで、10年後の世界では半身不随で車椅子に乗った姿でトビオの前に現れた。火傷跡が顔に残り、いまだに声も満足に出せない状態の彼を見てトビオは動揺することになる。
松崎健象（まつざき けんぞう）
矢波高校の生徒。
象の被り物をした色黒なマッチョ。理不尽な理由でマルが気を失うまで暴行した。矢波高爆破事件に巻き込まれ死亡する。
今宵の父
今宵の父親。マグロ漁船で働いている。
今宵の妊娠を知ると回転技「クラウディア・トルネイド」で伊佐美を叩きのめし、自分と同じ仕事をさせて、中絶させるための費用を稼がせようとするが、今宵に拒絶される。
自首イベント後、伊佐美を認め、就職を斡旋したり、孫たちを「クラウディア・トルネイド・ダブル」であやすなど、関係は良好なものに変化した。
明日男（トゥモロオ）
伊佐美と今宵の息子。名前は今宵の名前を英語にしたトゥナイトとアニーのCMが由来。伊佐美とトビオと肉体関係にあった今宵曰く時期的に伊佐美の子供と言われているが、10歳に成長した姿と髪型はトビオに似ている。
翌朝（ネモ）
伊佐美と今宵の娘で明日男の妹。名前はネクストモーニングの略に由来。
真良中幹男（まらなか みきお）
パイセンそっくりの男性。矢波高爆破事件の犯人として自首してきた。その正体は、妻子持ちの元ホームレス。輪島の部下から妻子の生活を保証してもらうのと引き換えに整形手術を受け、パイセンの身代わりとなった。
10年服役した後、死刑執行が確定する。
飯室成男（いいむろ なるお）
冷徹な刑事。人間のあらゆる心理の本質を的確に見抜き、罪を犯した者たちが裁かれることも償うこともなく、自由に生きることを何よりも嫌悪している。
矢波高爆破事件の真相を突き止めたが、トビオたちを逮捕する前に上層部の圧力で捜査が打ち切られてしまう。ふざけ半分で事件の真相を話してしまったパイセンと共に真相を闇の中に葬ろうとする彼らに会いに行くと、彼らの会話から事件の真相を確信。トビオたちを捕まえようとすれば最悪、輪島たちの手で自身がこの世から消される恐れがあるため、捕まえたくても捕まえられないトビオたちにせめてもの抵抗としてトビオたちが殺した矢波高生たちの写真を見せ、「人の心ってのは面白いもので蓋をすればするほど忘れたくても忘れられない。いつか人を愛し、子供が産まれた時など、幸せを感じる度に殺人を犯したことを思い出せ」「一生苦しめ」と呪詛を告げた。
その後、市橋の自殺現場でトビオと再会し、市橋が自殺したのは不自由になり、誰一人分かち合える仲間と心の逃げ場をなくして自由を求めたことを教えた他、市橋の動画を見たことで市橋があまりにも残酷な最期を迎えたことに気付いたため、無関係を装うトビオに慰めるふりをして「結局、彼は本当のことを最後まで知らずに死んだんだね。うまくやったな、反吐が出るよ」と軽蔑の言葉を送りながら全ての真相を知っているがゆえの怒りをあらわにした。自首イベントでは、パイセンが玲夢を殺害した後、警察に保護されたトビオに「錯乱した小坂秀郎に脅迫された被害者」であることを伝えた。

水前寺（すいぜんじ）
とある上位高校と「行進ハイスクール」の生徒。
マル同様に市橋たちに攫われ、マルと決闘させられて敗北。罰として、市橋たちの手で腕に"ウンコ"とピンで彫られる。以降、友人たちにもいじめられるようになり、MARCHで勝ち組になることを誓う。
京都に修学旅行中、マルを目撃し、露店の模造刀で殴り掛かるが失敗し、暴行事件で逮捕される。爆破事件で無罪になったマルに2回目の襲撃を行い、背中に"キノコウンコ"と彫ることに成功。包丁やスタンガンを手にしたマルの逆襲に対し、護身用のトンファー術で応戦するが、互いにケンカ慣れしていないため、泥沼となる。和解に切り替えたマルにMARCHのA判定の実力の英語で油断させて、顔面に唾を吐いて逃亡する。去り際、「お前と友達になる気なんてないし、友達いない時点で人生負け組」と自分にも当てはまる言葉を言い残すが、その発言がマルに自首を決意させることになった。
10年後の世界では、ワタルの通う「水前寺学苑」の塾長をしている。
輪島宗十郎（わじま そうじゅうろう）
警察組織の上層部にも顔の利く、冷酷な風俗界の首領（ドン）。
沢山の愛人を持ち、13番目の愛人・「早季絵」に小坂秀郎（パイセン）を産ませるが、秀郎の顔を見た途端に言った「不細工」の一言で早季絵と疎遠なってしまい、彼女が秀郎を大事にしていたため、これまでお金を渡していた。
秀郎とは赤子、幼少、20歳の時の再会を含めて三度会っており、その度に不細工と思うなど子供に対する父親としての愛情は一切ない。秀郎と十数年ぶりに再会した際には、秀郎のことは一欠片も愛していないことを明かし、それどころか存在そのものを気にも留めず顧問弁護士に言われるまで忘れていた。実は爆破事件には一切関与しておらず、秀郎が事件を起こしたことも知らず、顧問弁護士がすべてを揉み消していたことが判明する。秀郎が感情に任せて言ってしまった「こんな俺、生きてる価値あるんか？」という言葉を聞いた際は、躊躇なく「じゃあ死ぬか？」と即答しながら本気で玲夢に殺すよう指示した。この時、すぐに命乞いをしたために秀郎は殺害を免れるが、最後にふざけ半分の輪島から不細工が自身の名前の由来であることを明かされてしまう。
秀郎たちの自首イベントに激昂し、玲夢を差し向けて秀郎を殺そうとするが、逆に玲夢を殺害され、事件の隠蔽と秀郎との血縁関係の削除のために総資産の7割を失うことになる。
輪島玲夢（わじま れいむ）
パイセン（小坂秀郎）の異母弟で、輪島の2番目の愛人の子。入れ墨だらけのヤクザまがいの男で誰かの目をくりぬいたことがある危険人物だが、父・宗十郎には従順。
秀郎と初めて会った際には、父の命令で殺そうとするが、秀郎が命乞いをしたことに父の殺意が逸れたことから断念する。その後、自首イベントを起こした秀郎の殺害を命じられ、トビオたち三人と秀郎を車内に拉致。父の権力でも4人殺害の隠蔽は難しいことから、温情として秀郎以外は制限時間付きで解放するが、トビオの反抗で運転手が運転を誤って、車が交差点で転倒。車外に出て、大勢に見られながらも秀郎を殺そうとするが、落としたナイフを手にした秀郎にめった刺しにされて死亡。享年19。

輪島の顧問弁護士
輪島顧問の悪徳弁護士で輪島が存在自体を忘れているパイセンに渡すお金を管理している。パイセンとトビオたちが矢波高爆破事件を起こした際は輪島本人には一切伝えず、無関係のホームレスである真良中幹男の家族の生活保証を引き換えに彼を真犯人としてパイセンそっくりに整形させ、事件の揉み消しを図った張本人。輪島とずぶずぶの関係である警察上層部の圧力も使いパイセンは誤認逮捕、捜査打ち切りにするなど表向きの事件解決に成功するが、事件そのものは輪島と無関係・他人事であるためか、パイセンが釈放された際に事件の真相を簡単に話してしまい、結果的にこれが飯室の呪詛、トビオたちの自首イベント、パイセンの玲夢殺害などの様々な遠因になってしまう。自首イベントに激怒した輪島の指示で玲夢らと共にパイセンの抹殺を決行、マルと伊佐美が逃げる中、残ったトビオの反撃に合い、パイセンに玲夢を殺害されてしまうが輪島の資産7割損失と圧力のおかげで矢波高事件の真相は完全に闇の中に葬られた。
辰田聖基（たつた せいき）
トビオたちが自首イベントを開催しようとした際に代々木公園で「無くそう羞恥　無くそう貞操」という集会を主催していたYAALS（ヤールズ）の代表。
伊佐美から「クラウディア・トルネイド」を受け、客席に落ちた。
ヤング
自称「万引き二段」のホームレスで同性愛者の男性。「オープン・ザ・ゲート」が口癖。
トビオが逃亡しており、ズボンを失ってホームレス同然の様子で暮らしていた際に会い、「やりたいときにやる」と、トビオを引きつけるが、同性愛者と発覚してトビオに逃げられる。後にトビオが自暴自棄になって雨の中ずぶ濡れで歩いているとき、トンネル内で男性に行為を迫っており、トビオに話し掛けるがトビオは無視する。自首イベントのときにチラシをばらまいていたトビオたちが警察官数人に追いかけられた際には、フリーセックス集会に参加しており、警察官の服を引っ張って転倒させる。
夏っちゃん
10年後の世界に登場した女性。
蓮子と別れた後のトビオの新しい恋人であり、トビオと同じマンションで暮らしている。トビオのことは「トビくん」と呼んでいる。
トビオの子を妊娠しており、最終回で男児を出産。　
ワタル
10年後の世界に登場した高校2年生。家族は声だけだが、母親が登場。
そこそこの人生で終わらない有名人としてのヒーロー願望があるが、芸能プロダクションのオーディションには落選、校内での伊達眼鏡を使ったイメチェンもうまくいかず、勉強も志望校には届かずにいることから、自身がどうあがいても凡人のスペックで選ばれし者の一人ではないことにはすでに悟っている。最後の手段として連続殺人で有名なヒーローになることにし、10人目に目についたトビオを最初の標的にするが、10年前の事件で死を望んでいるトビオの「死ぬべき人間なんだよ俺は!!ほらぁぁ!!?」という異様な迫力と凄みにビビッて逃げ出してしまう。

## 書誌情報
- 原作：金城宗幸、漫画：荒木光『僕たちがやりました』 講談社〈ヤンマガKC〉、全9巻
  1. 2015年9月4日発売[講 1]、ISBN 978-4-06-382663-0
  2. 2015年10月6日発売[講 2]、ISBN 978-4-06-382693-7
  3. 2016年1月6日発売[講 3]、ISBN 978-4-06-382724-8
  4. 2016年4月6日発売[講 4]、ISBN 978-4-06-382766-8
  5. 2016年6月6日発売[講 5]、ISBN 978-4-06-382799-6
  6. 2016年9月6日発売[講 6]、ISBN 978-4-06-382845-0
  7. 2016年12月6日発売[講 7]、ISBN 978-4-06-382886-3
  8. 2017年3月6日発売[講 8]、ISBN 978-4-06-382933-4
  9. 2017年4月6日発売[講 9]、ISBN 978-4-06-382944-0

## テレビドラマ
2017年7月18日から9月19日まで毎週火曜21時 - 21時54分にカンテレ制作・フジテレビ系「火曜21時枠」にて放送された。主演は窪田正孝。永野芽郁が第9回コンフィデンスアワード・ドラマ賞新人賞を受賞した。

### あらすじ（テレビドラマ）
今から観る

### キャスト
増渕トビオ
演 - 窪田正孝
蒼川蓮子
演 - 永野芽郁
市橋哲人
演 - 新田真剣佑
伊佐美翔
演 - 間宮祥太朗
丸山友貴（マル）
演 - 葉山奨之
小坂秀郎（パイセン）
演 - 今野浩喜
真中幹男
演 - 山本浩司（第4話 - 第6話）
新里今宵
演 - 川栄李奈
三浦由佳
演 - 岡崎紗絵
星野真美
演 - 今田美桜
立花菜摘
演 - 水川あさみ
田中
演 - 八十田勇一（第1話 - 第4話）
有原
演 - 吉村界人
熊野
演 - 森田甘路（第1話 - 第4話）
増渕優子
演 - 榊原郁恵
トビオの母。
増渕ハル
演 - 八木莉可子
トビオの妹。
飯室成男
演 - 三浦翔平
栗原
演 - 中村靖日（第1話 - 第6話・第10話）
柏木圭介
演 - 中野剛（第2話）
西塚智広
演 - 板尾創路
輪島宗十郎
演 - 古田新太
原野玲夢
演 - 山田裕貴
輪島の愛人の子。
武藤慶大
演 - 一井直樹
桜田祐介
演 - 岡田龍太郎
松崎健像
演 - 鈴木貴之
水前寺
演 - 加藤諒（第1話・第5話・第7話・第8話）
ヤング
演 - 桐山漣（第4話 - 第5話）
うらら
演 - おのののか（第4話・第9話）
新里
演 - 竹内力（第8話）

### スタッフ
- 原作 - 『僕たちがやりました』（原作：金城宗幸、漫画：荒木光）
- 脚本 - 徳永友一
- 警察監修 - 志保澤利一郎
- リーガルアドバイザー - 芦原愛一郎
- 監督 - 新城毅彦、瑠東東一郎
- 演出 - 中西正茂[注 5]
- 主題歌 - DISH//「僕たちがやりました」[8]
- オープニング曲 - Mrs. GREEN APPLE「WanteD! WanteD!」
- 挿入歌 - エド・シーラン「シェイプ・オブ・ユー」[9]
- プロデューサー - 米田孝、平部隆明、白石裕菜
- 衣装協力 - Subciety
- 制作協力 - ホリプロ
- 制作著作 - カンテレ

### 放送日程
| 各話                                                                        | 放送日  | サブタイトル                                  | 監督       | 視聴率 |
| --------------------------------------------------------------------------- | ------- | --------------------------------------------- | ---------- | ------ |
| 第1話                                                                       | 7月18日 | イタズラのはずが謎の大爆発…青春逃亡サスペンス | 新城毅彦   | 7.9%   |
| 第2話                                                                       | 7月25日 | 謎の爆発…真相は? 逃亡開始!                    | 新城毅彦   | 6.5%   |
| 第3話                                                                       | 8月01日 | 危機! 裏切りと追跡 真犯人は!?                 | 瑠東東一郎 | 6.6%   |
| 第4話                                                                       | 8月08日 | 真相ついに…怒涛の新展開へ!                    | 瑠東東一郎 | 5.8%   |
| 第5話                                                                       | 8月15日 | 全てを覆す謎の男! すれ違う恋                  | 新城毅彦   | 5.4%   |
| 第6話                                                                       | 8月22日 | 事件の裏に闇…遂に下される罰                   | 瑠東東一郎 | 5.2%   |
| 第7話                                                                       | 8月29日 | 罪悪感と偽りの自分 恋にも決着                 | 中西正茂   | 5.4%   |
| 第8話                                                                       | 9月05日 | 恋と友情と罪…それぞれの答え                   | 瑠東東一郎 | 5.2%   |
| 第9話                                                                       | 9月12日 | 僕ら…世界の中心で自首を叫ぶ                   | 新城毅彦   | 6.2%   |
| 最終話                                                                      | 9月19日 | 償いへの逆転劇! 生き続けろ                    | 新城毅彦   | 6.0%   |
| 平均視聴率 6.1%（視聴率はビデオリサーチ調べ、関東地区・世帯・リアルタイム） |         |                                               |            |        |

### 備考
- トビオ役の窪田と立花役の水川は本作品での共演を契機に2019年9月22日付で結婚した[14][15]。